# ساکب
ساکب نام شهری در شمال اردن است.